# Pepi Manaskov
Pepi Manaskov (en macedonio, Пепи Манасков), Veles, 19 de agosto de 1964), fue un jugador y entrenador de balonmano macedonio. Como jugador, consiguió nueve campeonatos en Macedonia, Eslovenia y Grecia.
Es el padre de los también jugadores de balonmano Dejan Manaskov y Martin Manaskov.

## Biografía
Formado en el club yugoslavo de Borec Mladost, debutó con el Bitola para fichar por la US Créteil con quien alcanzó el pichichi en la temporada 1992-1993.  En 1993, fichó por el club alemán del VfL Hameln y permanece en él 4 temporadas. 
De vuelta a Macedonia en 1997, ficha con el RK Pelister Bitola, y consiguió el doblete de Liga y Copa en 1998. Las dos temporadas siguientes las pasa en el club esloveno de RK Celje donde consigue el doblete Liga-Copa esloveno. Luego ficha con el club macedonio Vardar Skopje durante cuatro temporadas pasando una temporada por el club griego del AS Fílippos Véria y otra en el RK Pelister Bitola. Suma a su palmarés cuatro Ligas Macedonias (2001, 2002, 2004 con el Vardar y 2005 con el Bitola), tres copas macedonias (2001, 2004 con el Vardar y 2005 con el Bitola) y un doblete de Liga-Copa griega en 2003.

## Equipos
- Borec Mladost (1986-19??)
- RK Bitola (19??-1991)
- US Créteil (1991-1993)
- VfL Hameln (1993-1997)
- Pelister Bitola (1997-1998)
- RK Celje (1998-2000)
- Vardar Skopje (2000-2002)
- AS Fílippos Véria (2002-2003)
- Vardar Skopje (2003-2004)
- Pelister Bitola (2004-2005)
- Vardar Skopje (2005-2006)

## Palmarés
- Liga de Macedonia (5) : 1998 (RK Pelister), 2001, 2002, 2004 (RK Vardar), 2005 (RK Pelister)
- Copa de Macedonia (4) : 1998 (RK Pelister), 2001, 2004 (RK Vardar), 2005 (RK Pelister)
- Liga de Eslovenia (2) : 1999, 2000 (RK Celje)
- Copa de Eslovenia (2) : 1999, 2000 (RK Celje)
- Liga de Grecia (1) : 2003 (AS Fílippos Véria)
- Copa de Grecia  (1) : 2003 (AS Fílippos Véria)